# Oribatella tenerifensis
Oribatella tenerifensis är en kvalsterart som beskrevs av Pérez-Íñigo 1986. Oribatella tenerifensis ingår i släktet Oribatella och familjen Oribatellidae. Inga underarter finns listade i Catalogue of Life.